# Gustav Schneidewind
Gustav Schneidewind (28 agosto 1890 – ...) è stato un militare e aviatore tedesco, asso dell'aviazione della prima guerra mondiale, accreditato di 7 vittorie.

## Biografia
Nacque nel Regno di Prussia il 28 agosto 1890. Il 13 ottobre 1911 si arruolò nel Deutsches Heer in forza al 97º Reggimento fanteria. Allo scoppio della prima guerra mondiale, prestò servizio nel 25º Reggimento pionieri, e il 7 gennaio 1915 fu promosso unteroffizier.
Passò in servizio nella Luftstreitkräfte il 1 ° agosto 1916, frequentò l'addestramento per piloti militari a Großenhain. Una volta addestrato, fu inviato in servizio presso il Flieger-Abteilung 29 il 3 maggio 1917. Tuttavia, il 4 giugno 1917, tornò all'addestramento per piloti, questa volta alla Jastaschule (Scuola caccia). Il 17 giugno fu assegnato alla Jagdstaffel 17, un reparto da caccia. Conseguì la sua prima vittoria aerea il 21 luglio quando, alle 15:30, abbatté un Sopwith Pup del No.66 Squadron del Royal Flying Corps sopra Noordschote.
Il 10 agosto 1917 ricevette la promozione a vizefeldwebel. Gli sarebbero state attribuite altre tre vittorie sugli aerei britannici, il 14 e 21 settembre e il 1 ° dicembre.
Con la fine dell'anno cambiò teatro operativo; dal servizio sul fronte occidentale fu trasferito in Medio Oriente. Fu assegnato alla Jagdstaffel 55 il 7 gennaio 1918, unendosi al reparto allora schierato in Palestina. Abbatté due palloni d'osservazione nemici consecutivamente, uno l'8 e uno il 9 maggio 1918. Gli fu accreditato un aereo nemico più tardi quel mese. Tuttavia, il 23 maggio, rimase gravemente ferito in azione, colpito da proiettili in entrambe le braccia. Tale combattimento venne rivendicato come vittoria da Carrick Paul e William Weir, che volavano erano a bordo di un Bristol F.2 Fighter.
Il 28 maggio 1918 fu insignito della Goldenes Militär-Verdienstkreuz  e della Stella di Gallipoli turca per accompagnare le sue precedenti decorazioni di entrambe le classi della Croce di Ferro. Tornò in Germania e in seguito prestò servizio in un'unità di ricognizione, la Flieger-Abteilung 305.

### Fonti
1. 1 2 3 4 5 6 7  The Aerodrome.
2. 1 2 3 4 5 6 7 8 9 10  Franks, Bailey, Guest 1993, p. 204.